# Cząstka O-mój-Boże
Cząstka O-mój-Boże (ang. Oh-My-God particle) – ultrawysokoenergetyczna cząstka promieniowania kosmicznego wykryta wieczorem czasu lokalnego 15 października 1991 roku nad Dugway Proving Ground w stanie Utah przez obserwatorium High Resolution Fly’s Eye Cosmic Ray Detector należące do Uniwersytetu Utah.
Jej odkrycie było szokiem dla astrofizyków (stąd nazwa), którzy oszacowali jej energię na około 3,2·1020 eV lub 3,2·108 ТeV. Jest to 20 milionów razy więcej od najwyższej energii zaobserwowanej w promieniowaniu elektromagnetycznym z jakiegokolwiek obiektu spoza naszej Galaktyki i 1020 (100 trylionów) razy więcej od energii fotonów światła widzialnego. Energia ta w jednostkach układu SI to około 50 dżuli, co jest równe energii kinetycznej 142-gramowej piłki baseballowej poruszającej się z prędkością ponad 26 m/s (ponad 95 km/h) lub energii potrzebnej, aby 4-watowa lampa LED świeciła przez 12 sekund.
Prawdopodobne jest, że cząstką tą był proton. Jeśli tak było, to poruszał się on z prędkością 99,99999999999999999999951% prędkości światła. To tak blisko prędkości światła, że jeśli foton podróżowałby w próżni wraz z tą cząstką, to potrzebowałby ponad 200 000 lat, aby wyprzedzić ją zaledwie o 1 centymetr.
Energia tej cząstki jest około 40 milionów razy większa niż największa energia protonów, które zostały rozpędzone w jakimkolwiek ziemskim akceleratorze cząstek. Jednak tylko niewielka część energii w zderzaczach może być użyta podczas kontaktu z protonem lub neutronem; większość energii pozostaje w postaci energii kinetycznej produktów zderzenia. Energia dostępna do wykorzystania dla przemian jądrowych w takiej kolizji wyraża się wzorem {\displaystyle {\sqrt {2Emc^{2}}},} gdzie {\displaystyle E} to energia cząstki i {\displaystyle mc^{2}} to energia relatywistyczna protonu. Dla cząstki O-mój-Boże daje to 7,5·1014 eV, czyli około 60 razy więcej energii, niż posiadają cząstki zderzane w Wielkim Zderzaczu Hadronów.
Mimo że energia tej cząstki była wyższa niż jakiejkolwiek innej uzyskanej w ziemskich akceleratorach, to i tak jest to około 40 milionów razy mniej niż wynosi energia Plancka.
Od czasu pierwszej detekcji zostało zaobserwowane przynajmniej piętnaście (stan na 2012) podobnych przypadków ultrawysokoenergetycznych cząstek, potwierdzających to zjawisko. Chociaż cząstki tak wysoko energetyczne są bardzo rzadkie (energia większości kosmicznych cząstek mieści się w zakresie od 10 MeV do 10 GeV), według szacunków mogą trafiać w ziemską atmosferę co około 20 sekund. Problemem jest natomiast ich rejestracja z powodu niewielkiej liczby odpowiednich teleskopów. Nowsze badania za pomocą teleskopów Telescope Array Project sugerują, że źródło tych cząstek znajduje się wewnątrz konstelacji Wielkiej Niedźwiedzicy.